# Luciano Monasterio
Luciano Monasterio (Luján, Buenos Aires, Argentina; 13 de octubre de 1991) es un futbolista argentino. Juega de defensor en Almagro del Nacional B.

## Trayectoria

### Almagro
Llegó a préstamo proveniente del Luján, por un año, con una opción del compra del 80 por ciento.

## Clubes
| Club             | País      | Año           |
| ---------------- | --------- | ------------- |
| Club Luján       | Argentina | 2009-2016     |
| Almagro (Cedido) | Argentina | 2016-presente |